# Communauté de communes Méditerranée Porte des Maures
Die Communauté de communes Méditerranée Porte des Maures ist ein französischer Gemeindeverband mit der Rechtsform einer Communauté de communes im Département Var in der Region Provence-Alpes-Côte d’Azur. Sie wurde am 30. Juli 2010 gegründet und umfasst sechs Gemeinden. Der Verwaltungssitz befindet sich im Ort La Londe-les-Maures.

## Mitgliedsgemeinden
| Gemeinde                                             | Einwohner 1. Januar 2022 | Fläche km² | Dichte Einw./km² | Code INSEE | Postleitzahl |
| ---------------------------------------------------- | ------------------------ | ---------- | ---------------- | ---------- | ------------ |
| Bormes-les-Mimosas                                   | 8.361                    | 97,32      | 86               | 83019      | 83230        |
| Collobrières                                         | 1.813                    | 112,68     | 16               | 83043      | 83610        |
| Cuers                                                | 12.841                   | 50,53      | 254              | 83049      | 83390        |
| La Londe-les-Maures                                  | 11.010                   | 79,29      | 139              | 83071      | 83250        |
| Le Lavandou                                          | 6.431                    | 29,65      | 217              | 83070      | 83980        |
| Pierrefeu-du-Var                                     | 6.084                    | 58,36      | 104              | 83091      | 83390        |
| Communauté de communes Méditerranée Porte des Maures | 46.540                   | 427,83     | 109              | –          | –            |